# Cliff Edwards
 Clifton "Cliff" Avon Edwards  Edwards (Hannibal, 14 de junho de 1895 — Los Angeles, 17 de julho de 1971), também conhecido como Ukulele Ike foi um cantor, ukulelista e dublador que teve considerável popularidade nos anos 1920 e 1930. Sua especialidade eram versões de pop standards. Foi dublador posteriormente, e é mais conhecido pela voz do Grilo Falante na dublagem original do filme de Walt Disney Pinóquio.